# Shawn Chambers
Shawn Chambers (né le 11 octobre 1966 à Sterling Heights dans l'État du Michigan aux États-Unis) est un joueur professionnel retraité américain de hockey sur glace. Il évoluait au poste de défenseur.

## Biographie

### Carrière en club
Natif du Michigan, Chambers quitte son État natal en 1985 pour aller faire ses études à l'Université de l'Alaska à Fairbanks où il joue pour l'équipe de hockey des Nanooks. Lors de la saison 1986-1987, il quitte l'université pour rejoindre les rangs juniors en jouant pour les Thunderbirds de Seattle dans la LHOu puis lors de cette même saison, il fait ses débuts professionnels avec les Komets de Fort Wayne de la LIH. Au terme de cette saison, il est sélectionné par les North Stars du Minnesota lors du repêchage supplémentaire de la Ligue nationale de hockey en 1987.
Il partage sa saison 1987-1988 entre la LIH et la LNH où il joue 19 matchs chacun avec les Wings de Kalamazoo et les North Stars avant de se tailler un poste permanent avec les North Stars en 1988-1989. Après 4 ans passés avec les North Stars, il passe aux Capitals de Washington puis au Lightning de Tampa Bay. 
Il est échangé en cours de saison 1994-1995 aux Devils du New Jersey et remporte avec eux la Coupe Stanley après avoir vaincu les Red Wings de Détroit en finale. Après deux saisons complètes au NJ, il devient agent libre et signe avec les Stars de Dallas lors de l'été 1997 et remporte une deuxième Coupe en 1999 après que son équipe ait vaincu les Sabres de Buffalo.
La saison suivant le triomphe des Stars, au bout de quatre matchs, une blessure au genou lui fait manquer le restant de la saison et met fin à sa carrière.

### Carrière internationale
Il a représenté les États-Unis au niveau international à deux reprises. Il joue le championnat du monde en 1994 et la Coupe du monde en 1996, compétition que son pays remporte après avoir vaincu le Canada dans une finale deux de trois.

## Statistiques

### En club
| Saison     | Équipe                   | Ligue      |     | Saison régulière | Saison régulière | Saison régulière | Saison régulière | Saison régulière |   | Séries éliminatoires | Séries éliminatoires | Séries éliminatoires | Séries éliminatoires | Séries éliminatoires |
| Saison     | Équipe                   | Ligue      | PJ  | B                | A                | Pts              | Pun              | PJ               | B | A                    | Pts                  | Pun                  |                      |                      |
| 1985-1986  | Nanooks de l'Alaska      | NCAA       | 25  | 15               | 21               | 36               | 34               | -                | - | -                    | -                    | -                    |                      |                      |
| 1986-1987  | Nanooks de l'Alaska      | NCAA       | 28  | 11               | 9                | 20               | 84               | -                | - | -                    | -                    | -                    |                      |                      |
| 1986-1987  | Thunderbirds de Seattle  | LHOu       | 28  | 8                | 25               | 33               | 58               | -                | - | -                    | -                    | -                    |                      |                      |
| 1986-1987  | Komets de Fort Wayne     | LIH        | 12  | 2                | 6                | 8                | 0                | 10               | 1 | 4                    | 5                    | 5                    |                      |                      |
| 1987-1988  | Wings de Kalamazoo       | LIH        | 19  | 1                | 6                | 7                | 22               | -                | - | -                    | -                    | -                    |                      |                      |
| 1987-1988  | North Stars du Minnesota | LNH        | 19  | 1                | 7                | 8                | 21               | -                | - | -                    | -                    | -                    |                      |                      |
| 1988-1989  | North Stars du Minnesota | LNH        | 72  | 5                | 19               | 24               | 80               | 3                | 0 | 2                    | 2                    | 0                    |                      |                      |
| 1989-1990  | North Stars du Minnesota | LNH        | 78  | 8                | 18               | 26               | 81               | 7                | 2 | 1                    | 3                    | 10                   |                      |                      |
| 1990-1991  | Wings de Kalamazoo       | LIH        | 3   | 1                | 1                | 2                | 0                | -                | - | -                    | -                    | -                    |                      |                      |
| 1990-1991  | North Stars du Minnesota | LNH        | 29  | 1                | 3                | 4                | 24               | 23               | 0 | 7                    | 7                    | 16                   |                      |                      |
| 1991-1992  | Skipjacks de Baltimore   | LAH        | 5   | 2                | 3                | 5                | 9                | -                | - | -                    | -                    | -                    |                      |                      |
| 1991-1992  | Capitals de Washington   | LNH        | 2   | 0                | 0                | 0                | 2                | -                | - | -                    | -                    | -                    |                      |                      |
| 1992-1993  | Knights d'Atlanta        | LIH        | 6   | 0                | 2                | 2                | 18               | -                | - | -                    | -                    | -                    |                      |                      |
| 1992-1993  | Lightning de Tampa Bay   | LNH        | 55  | 10               | 29               | 39               | 36               | -                | - | -                    | -                    | -                    |                      |                      |
| 1993-1994  | Lightning de Tampa Bay   | LNH        | 66  | 11               | 23               | 34               | 23               | -                | - | -                    | -                    | -                    |                      |                      |
| 1994-1995  | Lightning de Tampa Bay   | LNH        | 24  | 2                | 12               | 14               | 6                | -                | - | -                    | -                    | -                    |                      |                      |
| 1994-1995  | Devils du New Jersey     | LNH        | 21  | 2                | 5                | 7                | 6                | 20               | 4 | 5                    | 9                    | 2                    |                      |                      |
| 1995-1996  | Devils du New Jersey     | LNH        | 64  | 2                | 21               | 23               | 18               | -                | - | -                    | -                    | -                    |                      |                      |
| 1996-1997  | Devils du New Jersey     | LNH        | 73  | 4                | 17               | 21               | 19               | 10               | 1 | 6                    | 7                    | 6                    |                      |                      |
| 1997-1998  | Stars de Dallas          | LNH        | 57  | 2                | 22               | 24               | 26               | 14               | 0 | 3                    | 3                    | 20                   |                      |                      |
| 1998-1999  | Stars de Dallas          | LNH        | 61  | 2                | 9                | 11               | 18               | 17               | 0 | 2                    | 2                    | 18                   |                      |                      |
| 1999-2000  | Stars de Dallas          | LNH        | 4   | 0                | 0                | 0                | 4                | -                | - | -                    | -                    | -                    |                      |                      |
| Totaux LNH | Totaux LNH               | Totaux LNH | 625 | 50               | 185              | 235              | 364              | 94               | 7 | 26                   | 33                   | 72                   |                      |                      |

### En équipe nationale
| Année | Compétition          |   | PJ | B | A | Pts | Pun           |  | Résultat |
| 1994  | Championnat du monde | 8 | 0  | 3 | 3 | 4   | 4e place      |  |          |
| 1996  | Coupe du monde       | 1 | 0  | 0 | 0 | 0   | Médaille d'or |  |          |

## Trophées et honneurs personnels
- 1994-1995 : champion de la Coupe Stanley avec les Devils du New Jersey.
- 1998-1999 : champion de la Coupe Stanley avec les Stars de Dallas.

## Transactions en carrière
- Repêché 1987 : repêché par les North Stars du Minnesota (8e choix du repêchage supplémentaire).
- 21 juin 1991 : échangé par les North Stars aux Capitals de Washington contre Steve Maltais et Trent Klatt.
- 18 juin 1992 : réclamé par le Lightning de Tampa Bay au repêchage d'expansion de 1992.
- 14 mars 1995 : échangé par le Lightning aux Devils du New Jersey avec Danton Cole contre Aleksandr Semak et Ben Hankinson.
- 17 juillet 1997 : signe en tant qu'agent libre avec les Stars de Dallas.